# ヨハン・ゲオルク・クリスティアン・フォン・ロプコヴィッツ
ヨハン・ゲオルク・クリスティアン・フォン・ロプコヴィッツ（Johann Georg Christian Fürst von Lobkowitz, 1686年8月10日 - 1755年10月4日）は、オーストリア（ハプスブルク帝国）の貴族、軍人、陸軍元帥。神聖ローマ皇帝ヨーゼフ1世、皇帝カール6世、皇后マリア・テレジアの3代に仕えた。

## 生涯
フェルディナント・アウグスト・フォン・ロプコヴィッツ侯爵とその2番目の妻でバーデン＝バーデン辺境伯ヴィルヘルムの娘であるマリア・アンナの間の息子として生まれる。オイゲン公子の麾下で軍人としての道を歩み始め、公子に従ってスペイン継承戦争や墺土戦争（1716年）を戦った。1729年にナポリ駐在の陸軍少将（Generalfeldwachtmeister）となり、1732年にシチリア総督、1733年に陸軍中将、1734年に騎兵大将、同年にロンバルディアおよびパルマの総督に就任する。1739年にはトランシルヴァニア方面軍の司令官に転じ、オーストリア継承戦争中の1742年にボヘミアにおいて陸軍元帥に任命された。1743年から1746年にかけてイタリア方面の司令官として戦う一方、第二次シュレージエン戦争（1744年）が起きるとボヘミアに戻って参戦した。晩年にはハンガリーの軍司令部に配属された。1739年に金羊毛騎士団の騎士に叙任された。
1718年にカロリーネ・ヘンリエッテ・フォン・ヴァルトシュタイン（Caroline Henriette von Waldstein, 1702年 - 1780年）と結婚し、間に10人の子女をもうけた。1722年、ビリナを領していた同族の家系が途絶えたのに伴い、ビリンとアイゼンベルクの所領を相続した。また皇帝より侯（フュルスト）の称号を許され、弟系ロプコヴィッツ侯家を創設した。